# Sveriges seriesystem i fotboll
Sveriges seriesystem i fotboll är systemet för hur Sveriges fotbollsserier är fördelade i divisioner för herrar respektive damer. 
Den högsta fotbollsserien för herrar är Allsvenskan följd av Superettan och Ettan. Därefter kommer Division 2, Division 3 och så vidare. Division 4 till och med Division 8 styrs av de regionala distriktfotbollförbunden, som beslutar hur många lag som flyttas upp och ned samt hur många lag varje division skall innehålla. Säsongen 2013 finns det totalt 2556 lag i svensk herrfotbolls seriesystem. Den högsta fotbollsserien för damer är Damallsvenskan, följd av Elitettan, Division 1, Division 2, Division 3 samt Division 4 för damer.

## Om systemet
Systemet bygger på idén om upp- och nedflyttning på sportslig grund. Klubbar som vinner serien kan alltså avancera högre upp i seriesystemet, vilket innebär att ett Division 8-lag i teorin kan gå ända upp till Allsvenskan och vinna SM-guld. Antalet lag som flyttas upp och ner varierar från serie till serie. För att flyttas upp till elitdivisionerna, till exempel till Allsvenskan, måste klubbarna numera dock uppfylla vissa krav vad gäller spelplats och ekonomi. Bland annat blev IF Brommapojkarna inför säsongen 2007 tvungna att bygga om sin hemmaplan Grimsta IP för att få spela i Allsvenskan och Örebro SK blev inför säsongen 2005 nedflyttade till Superettan på grund av för svag ekonomi. Om den egna spelplatsen inte godkänns kan man dock använda sig av en närliggande godkänd spelplats.
De två högsta nivåerna, Allsvenskan och Superettan för herrar samt Damallsvenskan och Elitettan för damer, har endast en serie var. Under dessa nivåer finns det ett flertal divisioner där antalet serier på varje nivå ökar ned till Division 4 för herrar och Division 3 för damer. Antalet serier längre ned i seriesystemet bestäms av de arrangerande distriktsförbunden. Alla distriktsförbund har serier ner till åtminstone division 5 för herrar respektive division 3 för damer.
Från säsongen 2008 måste spelare i Allsvenskan, Superettan och Ettan för herrar samt Damallsvenskan ha registrerade proffskontrakt .

## Struktur

### Herrar
Högst upp i seriepyramiden är Allsvenskan, där vinnaren blir svenska mästare och får kvala in till Uefa Champions League. Fotbollsallsvenskan har från och med säsongen 2008 16 lag, vilket är en utökning från föregående säsong då den bestod av 14 lag. Under Allsvenskan finns Superettan som ersatte Division 1 år 2000. Superettan har 16 lag. Dessa två serier räknas som "elitligor", som det krävs elitlicens för att spela i.
Under Superettan finns sedan 2019 Ettan (mellan 2006 och 2019 Division 1), som består av två serier med 16 lag i vardera serie, följt av Division 2, som består av 6 serier med 12 lag i varje, och under den nivån finns Division 3, som består av 12 serier med 12 lag i varje serie. Dessa tre är de nationella serierna, som styrs av Svenska Fotbollförbundet. Ettan är den tredje högsta nivån, Division 2 den fjärde högsta och Division 3 den femte högsta nivån, trots namnen.
Under dessa finns de regionala serier, som styrs av distriktsförbunden med varierande antal lag som flyttas upp och ner. De regionala serierna är Division 4 till Division 8 och utgör nivå 6 till 10.

### Damer
Högst upp i seriepyramiden är Damallsvenskan, där det lag som vinner blir svenska mästarinnor och kommer in till omgång 2 av Uefa Women's Champions League (Champions Path), tillsammans med tvåan (League Path). Det lag som kommer trea i Damallsvenskan kommer in till omgång 1 av Uefa Women's Champions League (League Path). De två sist placerade lagen flyttas ned till Elitettan och ersätts av de två först placerade lagen i den serien. Det tredje sista laget kvalspelar mot trean i Elitettan om fortsatt spel i Damallsvenskan. 
Elitettan är serien som ligger direkt under Damallsvenskan. Den består av 14 lag som har kvalificerat sig genom spel i föregående års Elitettan, två–tre lag från Damallsvenskan enligt ovan, samt tre lag som har kvalificerat sig genom kvalspel mellan seriesegrarna i de sex division 1-serierna.

## Cupkvalifikationer
Det finns endast en nationell cup i Sverige till skillnad från till exempel det Engelska ligasystemet, som har 7 nationella cuper för lagen i seriesystemet. I Sverige är det Svenska cupen som är den nationella och inhemska cupen, som kvalificerar vinnaren för Europa Conference League (tidigare Europa League, som tidigare hette Uefacupen). För att få deltaga i Svenska cupen måste klubben spela i Allsvenskan och Superettan. Utöver detta utses 68 klubbar i övriga serier med antal licenser som underlag. I regel blir detta Ettan-klubbarna samt ett par från Division 2. Ibland kan det även bli lag från Division 3 och 4.

## Seriepyramiden

### Herrar
| Nivå                                     | Liga(or)/Division(er) | Liga(or)/Division(er) | Liga(or)/Division(er) | Liga(or)/Division(er) | Liga(or)/Division(er) | Liga(or)/Division(er) | Liga(or)/Division(er) | Liga(or)/Division(er) | Liga(or)/Division(er) | Liga(or)/Division(er) | Liga(or)/Division(er) | Liga(or)/Division(er) |
| ---------------------------------------- | --- | --- | --- | --- | --- | --- | --- | --- | --- | --- | --- | --- |
| Organiserade av Svenska Fotbollförbundet | | | | | | | | | | | | |
| 1                                        | Allsvenskan 16 klubbar | Allsvenskan 16 klubbar | Allsvenskan 16 klubbar | Allsvenskan 16 klubbar | Allsvenskan 16 klubbar | Allsvenskan 16 klubbar | Allsvenskan 16 klubbar | Allsvenskan 16 klubbar | Allsvenskan 16 klubbar | Allsvenskan 16 klubbar | Allsvenskan 16 klubbar | Allsvenskan 16 klubbar |
| 2                                        | Superettan 16 klubbar | Superettan 16 klubbar | Superettan 16 klubbar | Superettan 16 klubbar | Superettan 16 klubbar | Superettan 16 klubbar | Superettan 16 klubbar | Superettan 16 klubbar | Superettan 16 klubbar | Superettan 16 klubbar | Superettan 16 klubbar | Superettan 16 klubbar |
| 3                                        | Ettan Norra 16 klubbar | Ettan Norra 16 klubbar | Ettan Norra 16 klubbar | Ettan Norra 16 klubbar | Ettan Norra 16 klubbar | Ettan Norra 16 klubbar | Ettan Södra 16 klubbar | Ettan Södra 16 klubbar | Ettan Södra 16 klubbar | Ettan Södra 16 klubbar | Ettan Södra 16 klubbar | Ettan Södra 16 klubbar |
| 4                                        | Division 2 Norrland 14 klubbar | Division 2 Norrland 14 klubbar | Division 2 Norra Svealand 14 klubbar | Division 2 Norra Svealand 14 klubbar | Division 2 Södra Svealand 14 klubbar | Division 2 Södra Svealand 14 klubbar | Division 2 Norra Götaland 14 klubbar | Division 2 Norra Götaland 14 klubbar | Division 2 Västra Götaland 14 klubbar | Division 2 Västra Götaland 14 klubbar | Division 2 Södra Götaland 14 klubbar | Division 2 Södra Götaland 14 klubbar |
| 5                                        | Division 3 Norra Norrland 12 klubbar | Division 3 Mellersta Norrland 12 klubbar | Division 3 Södra Norrland 12 klubbar | Division 3 Norra Svealand 12 klubbar | Division 3 Mellersta Svealand 12 klubbar | Division 3 Södra Svealand 12 klubbar | Division 3 Nordöstra Götaland 12 klubbar | Division 3 Nordvästra Götaland 12 klubbar | Division 3 Mellersta Götaland 12 klubbar | Division 3 Sydvästra Götaland 12 klubbar | Division 3 Sydöstra Götaland 12 klubbar | Division 3 Södra Götaland 12 klubbar |
| Organiserade av distriktsförbunden       | | | | | | | | | | | | |
| 6–10                                     | - Blekinge: Ner till Division 6 - Bohuslän: Ner till Division 7 gemensamt med Dalsland - Dalarna: Ner till Division 7 - Dalsland: Ner till Division 7 gemensamt med Bohuslän - Gotland: Ner till Division 6 - Gästrikland: Ner till Division 7 - Göteborg: Ner till Division 7 - Halland: Ner till Division 6 - Hälsingland: Ner till Division 6 - Jämtland-Härjedalen: Ner till Division 6 - Medelpad: Ner till Division 6 - Norrbotten: Ner till Division 5 - Skåne: Ner till Division 6 - Småland: Ner till Division 6 - Stockholm: Ner till Division 7 - Södermanland: Ner till Division 7 - Uppland: Ner till Division 8 - Värmland: Ner till Division 7 - Västerbotten: Ner till Division 5 - Västergötland: Ner till Division 6 - Västmanland: Ner till Division 7 - Ångermanland: Ner till Division 5 - Örebro län: Ner till Division 7 - Östergötland: Ner till Division 7 | - Blekinge: Ner till Division 6 - Bohuslän: Ner till Division 7 gemensamt med Dalsland - Dalarna: Ner till Division 7 - Dalsland: Ner till Division 7 gemensamt med Bohuslän - Gotland: Ner till Division 6 - Gästrikland: Ner till Division 7 - Göteborg: Ner till Division 7 - Halland: Ner till Division 6 - Hälsingland: Ner till Division 6 - Jämtland-Härjedalen: Ner till Division 6 - Medelpad: Ner till Division 6 - Norrbotten: Ner till Division 5 - Skåne: Ner till Division 6 - Småland: Ner till Division 6 - Stockholm: Ner till Division 7 - Södermanland: Ner till Division 7 - Uppland: Ner till Division 8 - Värmland: Ner till Division 7 - Västerbotten: Ner till Division 5 - Västergötland: Ner till Division 6 - Västmanland: Ner till Division 7 - Ångermanland: Ner till Division 5 - Örebro län: Ner till Division 7 - Östergötland: Ner till Division 7 | - Blekinge: Ner till Division 6 - Bohuslän: Ner till Division 7 gemensamt med Dalsland - Dalarna: Ner till Division 7 - Dalsland: Ner till Division 7 gemensamt med Bohuslän - Gotland: Ner till Division 6 - Gästrikland: Ner till Division 7 - Göteborg: Ner till Division 7 - Halland: Ner till Division 6 - Hälsingland: Ner till Division 6 - Jämtland-Härjedalen: Ner till Division 6 - Medelpad: Ner till Division 6 - Norrbotten: Ner till Division 5 - Skåne: Ner till Division 6 - Småland: Ner till Division 6 - Stockholm: Ner till Division 7 - Södermanland: Ner till Division 7 - Uppland: Ner till Division 8 - Värmland: Ner till Division 7 - Västerbotten: Ner till Division 5 - Västergötland: Ner till Division 6 - Västmanland: Ner till Division 7 - Ångermanland: Ner till Division 5 - Örebro län: Ner till Division 7 - Östergötland: Ner till Division 7 | - Blekinge: Ner till Division 6 - Bohuslän: Ner till Division 7 gemensamt med Dalsland - Dalarna: Ner till Division 7 - Dalsland: Ner till Division 7 gemensamt med Bohuslän - Gotland: Ner till Division 6 - Gästrikland: Ner till Division 7 - Göteborg: Ner till Division 7 - Halland: Ner till Division 6 - Hälsingland: Ner till Division 6 - Jämtland-Härjedalen: Ner till Division 6 - Medelpad: Ner till Division 6 - Norrbotten: Ner till Division 5 - Skåne: Ner till Division 6 - Småland: Ner till Division 6 - Stockholm: Ner till Division 7 - Södermanland: Ner till Division 7 - Uppland: Ner till Division 8 - Värmland: Ner till Division 7 - Västerbotten: Ner till Division 5 - Västergötland: Ner till Division 6 - Västmanland: Ner till Division 7 - Ångermanland: Ner till Division 5 - Örebro län: Ner till Division 7 - Östergötland: Ner till Division 7 | - Blekinge: Ner till Division 6 - Bohuslän: Ner till Division 7 gemensamt med Dalsland - Dalarna: Ner till Division 7 - Dalsland: Ner till Division 7 gemensamt med Bohuslän - Gotland: Ner till Division 6 - Gästrikland: Ner till Division 7 - Göteborg: Ner till Division 7 - Halland: Ner till Division 6 - Hälsingland: Ner till Division 6 - Jämtland-Härjedalen: Ner till Division 6 - Medelpad: Ner till Division 6 - Norrbotten: Ner till Division 5 - Skåne: Ner till Division 6 - Småland: Ner till Division 6 - Stockholm: Ner till Division 7 - Södermanland: Ner till Division 7 - Uppland: Ner till Division 8 - Värmland: Ner till Division 7 - Västerbotten: Ner till Division 5 - Västergötland: Ner till Division 6 - Västmanland: Ner till Division 7 - Ångermanland: Ner till Division 5 - Örebro län: Ner till Division 7 - Östergötland: Ner till Division 7 | - Blekinge: Ner till Division 6 - Bohuslän: Ner till Division 7 gemensamt med Dalsland - Dalarna: Ner till Division 7 - Dalsland: Ner till Division 7 gemensamt med Bohuslän - Gotland: Ner till Division 6 - Gästrikland: Ner till Division 7 - Göteborg: Ner till Division 7 - Halland: Ner till Division 6 - Hälsingland: Ner till Division 6 - Jämtland-Härjedalen: Ner till Division 6 - Medelpad: Ner till Division 6 - Norrbotten: Ner till Division 5 - Skåne: Ner till Division 6 - Småland: Ner till Division 6 - Stockholm: Ner till Division 7 - Södermanland: Ner till Division 7 - Uppland: Ner till Division 8 - Värmland: Ner till Division 7 - Västerbotten: Ner till Division 5 - Västergötland: Ner till Division 6 - Västmanland: Ner till Division 7 - Ångermanland: Ner till Division 5 - Örebro län: Ner till Division 7 - Östergötland: Ner till Division 7 | - Blekinge: Ner till Division 6 - Bohuslän: Ner till Division 7 gemensamt med Dalsland - Dalarna: Ner till Division 7 - Dalsland: Ner till Division 7 gemensamt med Bohuslän - Gotland: Ner till Division 6 - Gästrikland: Ner till Division 7 - Göteborg: Ner till Division 7 - Halland: Ner till Division 6 - Hälsingland: Ner till Division 6 - Jämtland-Härjedalen: Ner till Division 6 - Medelpad: Ner till Division 6 - Norrbotten: Ner till Division 5 - Skåne: Ner till Division 6 - Småland: Ner till Division 6 - Stockholm: Ner till Division 7 - Södermanland: Ner till Division 7 - Uppland: Ner till Division 8 - Värmland: Ner till Division 7 - Västerbotten: Ner till Division 5 - Västergötland: Ner till Division 6 - Västmanland: Ner till Division 7 - Ångermanland: Ner till Division 5 - Örebro län: Ner till Division 7 - Östergötland: Ner till Division 7 | - Blekinge: Ner till Division 6 - Bohuslän: Ner till Division 7 gemensamt med Dalsland - Dalarna: Ner till Division 7 - Dalsland: Ner till Division 7 gemensamt med Bohuslän - Gotland: Ner till Division 6 - Gästrikland: Ner till Division 7 - Göteborg: Ner till Division 7 - Halland: Ner till Division 6 - Hälsingland: Ner till Division 6 - Jämtland-Härjedalen: Ner till Division 6 - Medelpad: Ner till Division 6 - Norrbotten: Ner till Division 5 - Skåne: Ner till Division 6 - Småland: Ner till Division 6 - Stockholm: Ner till Division 7 - Södermanland: Ner till Division 7 - Uppland: Ner till Division 8 - Värmland: Ner till Division 7 - Västerbotten: Ner till Division 5 - Västergötland: Ner till Division 6 - Västmanland: Ner till Division 7 - Ångermanland: Ner till Division 5 - Örebro län: Ner till Division 7 - Östergötland: Ner till Division 7 | - Blekinge: Ner till Division 6 - Bohuslän: Ner till Division 7 gemensamt med Dalsland - Dalarna: Ner till Division 7 - Dalsland: Ner till Division 7 gemensamt med Bohuslän - Gotland: Ner till Division 6 - Gästrikland: Ner till Division 7 - Göteborg: Ner till Division 7 - Halland: Ner till Division 6 - Hälsingland: Ner till Division 6 - Jämtland-Härjedalen: Ner till Division 6 - Medelpad: Ner till Division 6 - Norrbotten: Ner till Division 5 - Skåne: Ner till Division 6 - Småland: Ner till Division 6 - Stockholm: Ner till Division 7 - Södermanland: Ner till Division 7 - Uppland: Ner till Division 8 - Värmland: Ner till Division 7 - Västerbotten: Ner till Division 5 - Västergötland: Ner till Division 6 - Västmanland: Ner till Division 7 - Ångermanland: Ner till Division 5 - Örebro län: Ner till Division 7 - Östergötland: Ner till Division 7 | - Blekinge: Ner till Division 6 - Bohuslän: Ner till Division 7 gemensamt med Dalsland - Dalarna: Ner till Division 7 - Dalsland: Ner till Division 7 gemensamt med Bohuslän - Gotland: Ner till Division 6 - Gästrikland: Ner till Division 7 - Göteborg: Ner till Division 7 - Halland: Ner till Division 6 - Hälsingland: Ner till Division 6 - Jämtland-Härjedalen: Ner till Division 6 - Medelpad: Ner till Division 6 - Norrbotten: Ner till Division 5 - Skåne: Ner till Division 6 - Småland: Ner till Division 6 - Stockholm: Ner till Division 7 - Södermanland: Ner till Division 7 - Uppland: Ner till Division 8 - Värmland: Ner till Division 7 - Västerbotten: Ner till Division 5 - Västergötland: Ner till Division 6 - Västmanland: Ner till Division 7 - Ångermanland: Ner till Division 5 - Örebro län: Ner till Division 7 - Östergötland: Ner till Division 7 | - Blekinge: Ner till Division 6 - Bohuslän: Ner till Division 7 gemensamt med Dalsland - Dalarna: Ner till Division 7 - Dalsland: Ner till Division 7 gemensamt med Bohuslän - Gotland: Ner till Division 6 - Gästrikland: Ner till Division 7 - Göteborg: Ner till Division 7 - Halland: Ner till Division 6 - Hälsingland: Ner till Division 6 - Jämtland-Härjedalen: Ner till Division 6 - Medelpad: Ner till Division 6 - Norrbotten: Ner till Division 5 - Skåne: Ner till Division 6 - Småland: Ner till Division 6 - Stockholm: Ner till Division 7 - Södermanland: Ner till Division 7 - Uppland: Ner till Division 8 - Värmland: Ner till Division 7 - Västerbotten: Ner till Division 5 - Västergötland: Ner till Division 6 - Västmanland: Ner till Division 7 - Ångermanland: Ner till Division 5 - Örebro län: Ner till Division 7 - Östergötland: Ner till Division 7 | - Blekinge: Ner till Division 6 - Bohuslän: Ner till Division 7 gemensamt med Dalsland - Dalarna: Ner till Division 7 - Dalsland: Ner till Division 7 gemensamt med Bohuslän - Gotland: Ner till Division 6 - Gästrikland: Ner till Division 7 - Göteborg: Ner till Division 7 - Halland: Ner till Division 6 - Hälsingland: Ner till Division 6 - Jämtland-Härjedalen: Ner till Division 6 - Medelpad: Ner till Division 6 - Norrbotten: Ner till Division 5 - Skåne: Ner till Division 6 - Småland: Ner till Division 6 - Stockholm: Ner till Division 7 - Södermanland: Ner till Division 7 - Uppland: Ner till Division 8 - Värmland: Ner till Division 7 - Västerbotten: Ner till Division 5 - Västergötland: Ner till Division 6 - Västmanland: Ner till Division 7 - Ångermanland: Ner till Division 5 - Örebro län: Ner till Division 7 - Östergötland: Ner till Division 7 |

### Damer
| Organiserade av Svenska Fotbollförbundet | | | | | | | | | | | | |
| 1                                        | Damallsvenskan 14 klubbar | Damallsvenskan 14 klubbar | Damallsvenskan 14 klubbar | Damallsvenskan 14 klubbar | Damallsvenskan 14 klubbar | Damallsvenskan 14 klubbar | | | | | | |
| 2                                        | Elitettan 14 klubbar | Elitettan 14 klubbar | Elitettan 14 klubbar | Elitettan 14 klubbar | Elitettan 14 klubbar | Elitettan 14 klubbar | | | | | | |
| 3                                        | Division 1 Norrland 12 klubbar | Division 1 Norra Svealand 12 klubbar | Division 1 Södra Svealand 12 klubbar | Division 1 Norra Götaland 12 klubbar | Division 1 Mellersta Götaland 12 klubbar | Division 1 Södra Götaland 12 klubbar | | | | | | |
| Organiserade av distriktsförbunden       | | | | | | | | | | | | |
| 4–7                                      | - Blekinge: Ner till Division 4 tillsammans med Småland - Bohuslän: Ner till Division 4 gemensamt med Dalsland - Dalarna: Ner till Division 4 - Dalsland: Ner till Division 4 gemensamt med Bohuslän - Gotland: Ner till Division 4 - Gästrikland: Ner till Division 3 - Göteborg: Ner till Division 4 - Halland: Ner till Division 4 - Hälsingland: Ner till Division 3 - Jämtland-Härjedalen: Ner till Division 3 - Medelpad: Ner till Division 3 - Norrbotten: Ner till Division 3 - Skåne: Ner till Division 4 - Småland: Ner till Division 4 tillsammans med Blekinge - Stockholm: Ner till Division 5 - Södermanland: Ner till Division 4 - Uppland: Ner till Division 5 - Värmland: Ner till Division 4 - Västerbotten: Ner till Division 3 - Västergötland: Ner till Division 4 - Västmanland: Ner till Division 4 - Ångermanland: Ner till Division 4 - Örebro län: Ner till Division 4 - Östergötland: Ner till Division 4 | - Blekinge: Ner till Division 4 tillsammans med Småland - Bohuslän: Ner till Division 4 gemensamt med Dalsland - Dalarna: Ner till Division 4 - Dalsland: Ner till Division 4 gemensamt med Bohuslän - Gotland: Ner till Division 4 - Gästrikland: Ner till Division 3 - Göteborg: Ner till Division 4 - Halland: Ner till Division 4 - Hälsingland: Ner till Division 3 - Jämtland-Härjedalen: Ner till Division 3 - Medelpad: Ner till Division 3 - Norrbotten: Ner till Division 3 - Skåne: Ner till Division 4 - Småland: Ner till Division 4 tillsammans med Blekinge - Stockholm: Ner till Division 5 - Södermanland: Ner till Division 4 - Uppland: Ner till Division 5 - Värmland: Ner till Division 4 - Västerbotten: Ner till Division 3 - Västergötland: Ner till Division 4 - Västmanland: Ner till Division 4 - Ångermanland: Ner till Division 4 - Örebro län: Ner till Division 4 - Östergötland: Ner till Division 4 | - Blekinge: Ner till Division 4 tillsammans med Småland - Bohuslän: Ner till Division 4 gemensamt med Dalsland - Dalarna: Ner till Division 4 - Dalsland: Ner till Division 4 gemensamt med Bohuslän - Gotland: Ner till Division 4 - Gästrikland: Ner till Division 3 - Göteborg: Ner till Division 4 - Halland: Ner till Division 4 - Hälsingland: Ner till Division 3 - Jämtland-Härjedalen: Ner till Division 3 - Medelpad: Ner till Division 3 - Norrbotten: Ner till Division 3 - Skåne: Ner till Division 4 - Småland: Ner till Division 4 tillsammans med Blekinge - Stockholm: Ner till Division 5 - Södermanland: Ner till Division 4 - Uppland: Ner till Division 5 - Värmland: Ner till Division 4 - Västerbotten: Ner till Division 3 - Västergötland: Ner till Division 4 - Västmanland: Ner till Division 4 - Ångermanland: Ner till Division 4 - Örebro län: Ner till Division 4 - Östergötland: Ner till Division 4 | - Blekinge: Ner till Division 4 tillsammans med Småland - Bohuslän: Ner till Division 4 gemensamt med Dalsland - Dalarna: Ner till Division 4 - Dalsland: Ner till Division 4 gemensamt med Bohuslän - Gotland: Ner till Division 4 - Gästrikland: Ner till Division 3 - Göteborg: Ner till Division 4 - Halland: Ner till Division 4 - Hälsingland: Ner till Division 3 - Jämtland-Härjedalen: Ner till Division 3 - Medelpad: Ner till Division 3 - Norrbotten: Ner till Division 3 - Skåne: Ner till Division 4 - Småland: Ner till Division 4 tillsammans med Blekinge - Stockholm: Ner till Division 5 - Södermanland: Ner till Division 4 - Uppland: Ner till Division 5 - Värmland: Ner till Division 4 - Västerbotten: Ner till Division 3 - Västergötland: Ner till Division 4 - Västmanland: Ner till Division 4 - Ångermanland: Ner till Division 4 - Örebro län: Ner till Division 4 - Östergötland: Ner till Division 4 | - Blekinge: Ner till Division 4 tillsammans med Småland - Bohuslän: Ner till Division 4 gemensamt med Dalsland - Dalarna: Ner till Division 4 - Dalsland: Ner till Division 4 gemensamt med Bohuslän - Gotland: Ner till Division 4 - Gästrikland: Ner till Division 3 - Göteborg: Ner till Division 4 - Halland: Ner till Division 4 - Hälsingland: Ner till Division 3 - Jämtland-Härjedalen: Ner till Division 3 - Medelpad: Ner till Division 3 - Norrbotten: Ner till Division 3 - Skåne: Ner till Division 4 - Småland: Ner till Division 4 tillsammans med Blekinge - Stockholm: Ner till Division 5 - Södermanland: Ner till Division 4 - Uppland: Ner till Division 5 - Värmland: Ner till Division 4 - Västerbotten: Ner till Division 3 - Västergötland: Ner till Division 4 - Västmanland: Ner till Division 4 - Ångermanland: Ner till Division 4 - Örebro län: Ner till Division 4 - Östergötland: Ner till Division 4 | - Blekinge: Ner till Division 4 tillsammans med Småland - Bohuslän: Ner till Division 4 gemensamt med Dalsland - Dalarna: Ner till Division 4 - Dalsland: Ner till Division 4 gemensamt med Bohuslän - Gotland: Ner till Division 4 - Gästrikland: Ner till Division 3 - Göteborg: Ner till Division 4 - Halland: Ner till Division 4 - Hälsingland: Ner till Division 3 - Jämtland-Härjedalen: Ner till Division 3 - Medelpad: Ner till Division 3 - Norrbotten: Ner till Division 3 - Skåne: Ner till Division 4 - Småland: Ner till Division 4 tillsammans med Blekinge - Stockholm: Ner till Division 5 - Södermanland: Ner till Division 4 - Uppland: Ner till Division 5 - Värmland: Ner till Division 4 - Västerbotten: Ner till Division 3 - Västergötland: Ner till Division 4 - Västmanland: Ner till Division 4 - Ångermanland: Ner till Division 4 - Örebro län: Ner till Division 4 - Östergötland: Ner till Division 4 | - Blekinge: Ner till Division 4 tillsammans med Småland - Bohuslän: Ner till Division 4 gemensamt med Dalsland - Dalarna: Ner till Division 4 - Dalsland: Ner till Division 4 gemensamt med Bohuslän - Gotland: Ner till Division 4 - Gästrikland: Ner till Division 3 - Göteborg: Ner till Division 4 - Halland: Ner till Division 4 - Hälsingland: Ner till Division 3 - Jämtland-Härjedalen: Ner till Division 3 - Medelpad: Ner till Division 3 - Norrbotten: Ner till Division 3 - Skåne: Ner till Division 4 - Småland: Ner till Division 4 tillsammans med Blekinge - Stockholm: Ner till Division 5 - Södermanland: Ner till Division 4 - Uppland: Ner till Division 5 - Värmland: Ner till Division 4 - Västerbotten: Ner till Division 3 - Västergötland: Ner till Division 4 - Västmanland: Ner till Division 4 - Ångermanland: Ner till Division 4 - Örebro län: Ner till Division 4 - Östergötland: Ner till Division 4 | - Blekinge: Ner till Division 4 tillsammans med Småland - Bohuslän: Ner till Division 4 gemensamt med Dalsland - Dalarna: Ner till Division 4 - Dalsland: Ner till Division 4 gemensamt med Bohuslän - Gotland: Ner till Division 4 - Gästrikland: Ner till Division 3 - Göteborg: Ner till Division 4 - Halland: Ner till Division 4 - Hälsingland: Ner till Division 3 - Jämtland-Härjedalen: Ner till Division 3 - Medelpad: Ner till Division 3 - Norrbotten: Ner till Division 3 - Skåne: Ner till Division 4 - Småland: Ner till Division 4 tillsammans med Blekinge - Stockholm: Ner till Division 5 - Södermanland: Ner till Division 4 - Uppland: Ner till Division 5 - Värmland: Ner till Division 4 - Västerbotten: Ner till Division 3 - Västergötland: Ner till Division 4 - Västmanland: Ner till Division 4 - Ångermanland: Ner till Division 4 - Örebro län: Ner till Division 4 - Östergötland: Ner till Division 4 | - Blekinge: Ner till Division 4 tillsammans med Småland - Bohuslän: Ner till Division 4 gemensamt med Dalsland - Dalarna: Ner till Division 4 - Dalsland: Ner till Division 4 gemensamt med Bohuslän - Gotland: Ner till Division 4 - Gästrikland: Ner till Division 3 - Göteborg: Ner till Division 4 - Halland: Ner till Division 4 - Hälsingland: Ner till Division 3 - Jämtland-Härjedalen: Ner till Division 3 - Medelpad: Ner till Division 3 - Norrbotten: Ner till Division 3 - Skåne: Ner till Division 4 - Småland: Ner till Division 4 tillsammans med Blekinge - Stockholm: Ner till Division 5 - Södermanland: Ner till Division 4 - Uppland: Ner till Division 5 - Värmland: Ner till Division 4 - Västerbotten: Ner till Division 3 - Västergötland: Ner till Division 4 - Västmanland: Ner till Division 4 - Ångermanland: Ner till Division 4 - Örebro län: Ner till Division 4 - Östergötland: Ner till Division 4 | - Blekinge: Ner till Division 4 tillsammans med Småland - Bohuslän: Ner till Division 4 gemensamt med Dalsland - Dalarna: Ner till Division 4 - Dalsland: Ner till Division 4 gemensamt med Bohuslän - Gotland: Ner till Division 4 - Gästrikland: Ner till Division 3 - Göteborg: Ner till Division 4 - Halland: Ner till Division 4 - Hälsingland: Ner till Division 3 - Jämtland-Härjedalen: Ner till Division 3 - Medelpad: Ner till Division 3 - Norrbotten: Ner till Division 3 - Skåne: Ner till Division 4 - Småland: Ner till Division 4 tillsammans med Blekinge - Stockholm: Ner till Division 5 - Södermanland: Ner till Division 4 - Uppland: Ner till Division 5 - Värmland: Ner till Division 4 - Västerbotten: Ner till Division 3 - Västergötland: Ner till Division 4 - Västmanland: Ner till Division 4 - Ångermanland: Ner till Division 4 - Örebro län: Ner till Division 4 - Östergötland: Ner till Division 4 | - Blekinge: Ner till Division 4 tillsammans med Småland - Bohuslän: Ner till Division 4 gemensamt med Dalsland - Dalarna: Ner till Division 4 - Dalsland: Ner till Division 4 gemensamt med Bohuslän - Gotland: Ner till Division 4 - Gästrikland: Ner till Division 3 - Göteborg: Ner till Division 4 - Halland: Ner till Division 4 - Hälsingland: Ner till Division 3 - Jämtland-Härjedalen: Ner till Division 3 - Medelpad: Ner till Division 3 - Norrbotten: Ner till Division 3 - Skåne: Ner till Division 4 - Småland: Ner till Division 4 tillsammans med Blekinge - Stockholm: Ner till Division 5 - Södermanland: Ner till Division 4 - Uppland: Ner till Division 5 - Värmland: Ner till Division 4 - Västerbotten: Ner till Division 3 - Västergötland: Ner till Division 4 - Västmanland: Ner till Division 4 - Ångermanland: Ner till Division 4 - Örebro län: Ner till Division 4 - Östergötland: Ner till Division 4 | - Blekinge: Ner till Division 4 tillsammans med Småland - Bohuslän: Ner till Division 4 gemensamt med Dalsland - Dalarna: Ner till Division 4 - Dalsland: Ner till Division 4 gemensamt med Bohuslän - Gotland: Ner till Division 4 - Gästrikland: Ner till Division 3 - Göteborg: Ner till Division 4 - Halland: Ner till Division 4 - Hälsingland: Ner till Division 3 - Jämtland-Härjedalen: Ner till Division 3 - Medelpad: Ner till Division 3 - Norrbotten: Ner till Division 3 - Skåne: Ner till Division 4 - Småland: Ner till Division 4 tillsammans med Blekinge - Stockholm: Ner till Division 5 - Södermanland: Ner till Division 4 - Uppland: Ner till Division 5 - Värmland: Ner till Division 4 - Västerbotten: Ner till Division 3 - Västergötland: Ner till Division 4 - Västmanland: Ner till Division 4 - Ångermanland: Ner till Division 4 - Örebro län: Ner till Division 4 - Östergötland: Ner till Division 4 |